# Claudio Grotto
Claudio Grotto (Piovene Rocchette, 8 febbraio 1948) è un imprenditore italiano, fondatore e presidente dell'azienda di abbigliamento Grotto spa e del marchio GAS.
Nella piccola merceria di famiglia inizierà, negli anni '70 a vendere un noto brand di jeans. In seguito avvia un laboratorio artigianale per produrre denim, arrivando in pochi anni a svolgere l'intero processo produttivo.